# Unabhängige internationale Untersuchungskommission zu Syrien
Die Unabhängige internationale Untersuchungskommission zu Syrien (engl. Independent International Commission of Inquiry on the Syrian Arab Republic) wurde 2011 vom UN-Menschenrechtsrat einberufen, um die Menschenrechtssituation in Syrien seit dem Beginn des Bürgerkriegs zu beobachten und Lösungsstrategien zu erarbeiten.

## Geschichte
Seit Beginn der Unruhen in Syrien im März 2011 wurden Millionen syrischer Bürger Opfer von Verletzungen durch die Kriegsparteien. Mehr als 13 Millionen Syrer wurden vertrieben und leben als Flüchtlinge innerhalb oder außerhalb der syrischen Grenzen. Bereits 2016 waren nach Schätzungen die Vereinten Nationen 400.000 Menschen infolge des Konflikts gestorben. Tausende von Zivilisten litten unter der brutalen Gewalt nichtstaatlicher bewaffneter Gruppen wie des Islamischen Staats. Regierungstruppen und mit ihnen verbundene Milizen haben Zehntausende von Menschen willkürlich oder unrechtmäßig inhaftiert. Syrien ist heute in verschiedene Machtbereiche zerfallen, die Sicherheit der Bevölkerung ist durch die jeweiligen Machthaber und die kriegerischen Auseinandersetzungen bedroht, die wirtschaftliche Situation ist katastrophal, die Menschenrechte werden ständig verletzt, Syrien liegt im Demokratieindex der Zeitschrift The Economist 2022 auf Platz 163 von 167 Staaten.
Am 22. August 2011 gründete der UN-Menschenrechtsrat durch seine Resolution S-17/1 die Unabhängige internationale Untersuchungskommission zu Syrien. Nach Beendigung des Mandates soll ein UN-Sonderberichterstatter für Syrien die Menschenrechtssituation in Syrien beobachten.

## Mandat
Die Kommission erstellt jedes Jahr mindestens zwei Berichte für den UN-Menschenrechtsrat und die UN-Generalversammlung. Darüber hinaus veröffentlicht sie thematische Papiere zu Themen wie sexualisierter Gewalt, Inhaftierung und Kinderrechten in Syrien. In diesen Berichten wurden Menschenrechtsverletzungen durch zahlreiche Parteien im ganzen Land dokumentiert.
Untersuchungen in Syrien selbst wurden der Kommission durch die syrische Regierung nicht gestattet. Grundlage der Berichte sind Interviews mit über 10 000 Zeugen und Opfern in Vertriebenenlagern und Krankenhäusern in Nachbarländern Syriens, in anderen Ländern mit syrischen Flüchtlingen sowie telefonische Gespräche mit Opfern und Zeugen. Die Kommission prüft auch Fotos, Videoaufnahmen, Satellitenbilder, gerichtsmedizinische und medizinische Berichte von Regierungen und Nichtregierungsorganisationen, wissenschaftliche Analysen und Berichte der Vereinten Nationen.

### Aktuelle Kommissionsmitglieder
- Paulo Sérgio Pinheiro,  Brasilien, Vorsitzender, seit 2011
- Hanny Megally,  Ägypten, seit 2017
- Lynn Welchman,  Vereinigtes Königreich, seit 2021

### Frühere Kommissionsmitglieder
- Karen Koning AbuZayd,  Vereinigte Staaten, 2011 bis 2021
- Yakin Erturk,  Türkei, 2011 bis 2012
- Carla del Ponte,  Schweiz, 2012 bis 2017
- Vitit Muntarbhorn,  Thailand, 2012 bis 2016[1]

## Berichte
- UN Syria Commission of Inquiry lauds long-awaited international institution to clarify fate and whereabouts of tens of thousands missing and disappeared, 29. Juni 2023
- UN Syria Commission of Inquiry: Those responsible for atrocities during 12 years of violence must be brought to justice, 17. März 2023
- Epicentre of Neglect: Protection of Civilians in Syria Remains an Illusion says UN Syria Commission of Inquiry, 13. März 2023
- UN Syria Commission: Urgent action required to assist those impacted by earthquakes, including a countrywide ceasefire to enable humanitarian access, 7. Februar 2023